# Voglia di fare
Voglia di fare è il terzo album in studio della cantante pop italiana Lorella Cuccarini pubblicato nel 1995 da RTI Music.

## Descrizione
Il disco, prodotto dal marito dell'artista, Silvio Testi, per la Triangle Production, è stato pubblicato in CD e audiocassetta in formato speciale digipack in concomitanza con la sua partecipazione al Festival di Sanremo 1995 con il brano Un altro amore no.
Come i precedenti, anche questo disco contiene le sigle televisive realizzate dalla cantante per le trasmissioni che ha condotto in quel periodo: Voglia di fare e Parola a chi, rispettivamente sigla di apertura e sigla di chiusura di La stangata - Chi la fa l'aspetti!, Cento e X te, sigle dell'edizione 1995/1996 di Buona Domenica.
Dall'album è stato estratto come singolo anche Portami via, un duetto eseguito con Luca Jurman.
Il 30 aprile 2021 l'album è stato pubblicato per la prima volta sulle piattaforme digitali e streaming.

## Tracce
1. Voglia di fare – 4:08 (testo: Silvio Testi – musica: Davide Pinelli)
2. Un altro amore no – 4:09 (testo: Silvio Testi, Vincenzo Incenzo – musica: Davide Pinelli)
3. X te – 4:16 (testo: Silvio Testi, Vincenzo Incenzo – musica: Davide Pinelli)
4. Bisogno d'amore – 4:57 (testo: Silvio Testi, Vincenzo Incenzo – musica: Davide Pinelli)
5. Portami via – 4:49 (testo: Silvio Testi, Vincenzo Incenzo – musica: Fabio Pignatelli)
6. Parola a chi – 4:08 (testo: Silvio Testi, Vincenzo Incenzo – musica: Davide Pinelli)
7. Cento – 5:03 (testo: Silvio Testi, Vincenzo Incenzo – musica: Davide Pinelli)
8. Troverai – 4:17 (testo: Silvio Testi, Vincenzo Incenzo – musica: Fabio Pignatelli)
9. Ci vuole coraggio – 3:53 (testo: Silvio Testi – musica: Davide Pinelli)
10. Mi mancherai – 5:10 (testo: Silvio Testi, Vincenzo Incenzo – musica: Davide Pinelli)

Durata totale: 44:50